# 三間瑠依
三間 瑠依（みま るい、1999年4月18日 - ）は、日本の女子バスケットボール選手である。ポジションはセンター。WKBLの仁川新韓銀行S-バーズ所属。

## 来歴
広島県出身。
広島皆実高校でインターハイ・ウィンターカップを経験し、年代別日本代表にも選ばれる。
卒業後、アイシン・エィ・ダブリュ ウィングスに加入。
2022年、三菱電機コアラーズに移籍。
2025年、三菱電機を退団。WKBLアジアクォータードラフトにて仁川新韓銀行S-バーズに全体2位で指名される。

## 日本代表歴
- 2016年U16アジアカップ
- 2017年U17ワールドカップ